# Petr Voříšek
Petr Voříšek (ur. 19 marca 1979 w Děčínie) – czeski piłkarz występujący na pozycji pomocnika. Od 2016 jest zawodnikiem SV Gmunden.